# 블룸필드 로드
블룸필드 로드(Bloomfield Road)는 잉글랜드 블랙풀에 위치한 축구 경기장으로, 블랙풀 FC의 홈구장이다. 이 구장은 1899년에 지어졌으며, 1999년부터 2012년까지 보수 공사가 진행되었다. 1955년 당시에는 38,098명을 수용할 수 있었지만 2010년 보수 공사가 진행된 이후에는 16,116명을 수용할 수 있는 규모로 축소되었다.